# Масловский, Станислав
Станислав Стефан Зигмунд Масло́вский (пол. Stanisław Stefan Zygmunt Masłowski, 3 декабря 1853, Влодава — 31 мая 1926, Варшава) — польский художник-реалист.

## Биография
Представитель польского дворянского рода герба Самсон.
Окончил Варшавскую школу рисования, ученик А. В. Каминского и Войцехa Герсона. После завершения учëбы постоянно жил в столице, откуда ежегодно выезжал на пленэры, в том числе на Украину в 1875—1886 годах. Очарованный местными пейзажами и фольклором создал в этой поездке много жанровых полотен на казацкую тему («Казацкий танец», «Дума Яремы» и др.).
В 1886 году жил в Мюнхене, после 1900 года несколько раз путешествовал по Италии, побывал в Париже, в 1912 году отправился на Сицилию и в Тунис. В результате творческих поездок создал картины «Podwórze w Villi d’Este», «Zatoka Neapolitańska», «Krowy», «Białe maki», «Chojar», «Motyw z Taorminy», «Beduinka» и другие.
После 1903 года проживал в пригороде Варшавы. В 1921 году учитывая его заслуги, художник был избран членом парижского Национального общества изящных искусств.
Станислав Масло́вский умер в Варшаве и похоронен на кладбище Повонзки.

## Творчество
С. Масловский был значительным художником-реалистом, мастером жанровой живописи. Кроме жанровых картин, создал целый ряд пейзажей и  акварелей.
Проиллюстрировал специальное издание поэмы «Пан Тадеуш».
В начале творческого пути находился под влиянием художников Ю. Брандта, Ю. Хелмоньского и Ю. Коссака.

## Награды
- Офицер ордена Возрождения Польши (1925)[5].
- Кавалер ордена Почётного легиона (Франция).

## Галерея

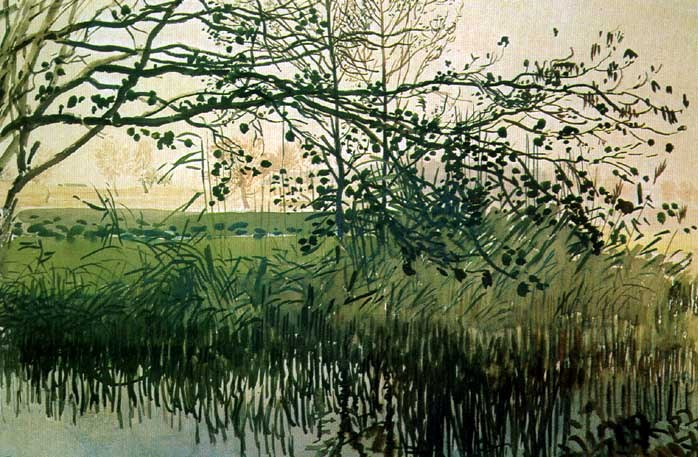
Пейзаж, 1907
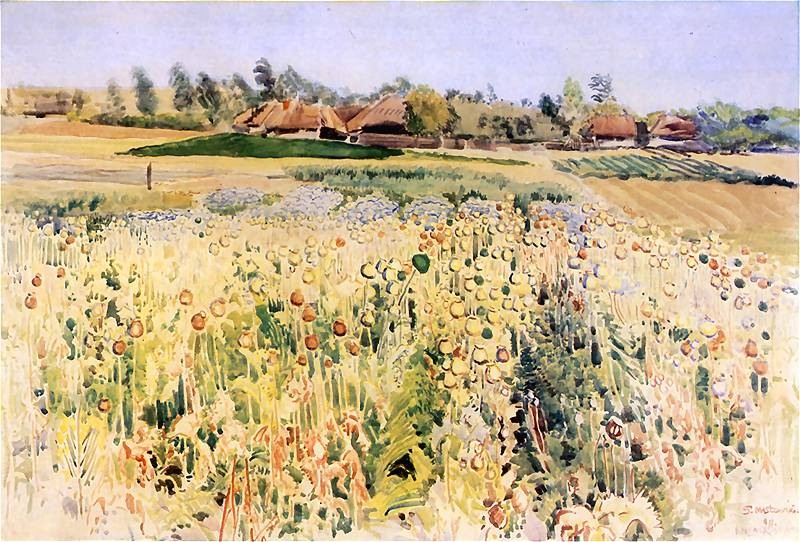
Маки, 1911
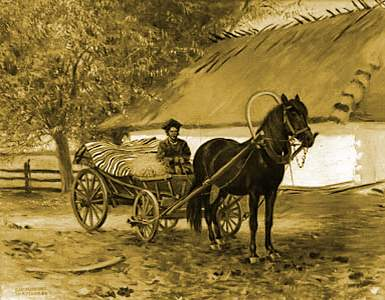
Телега.
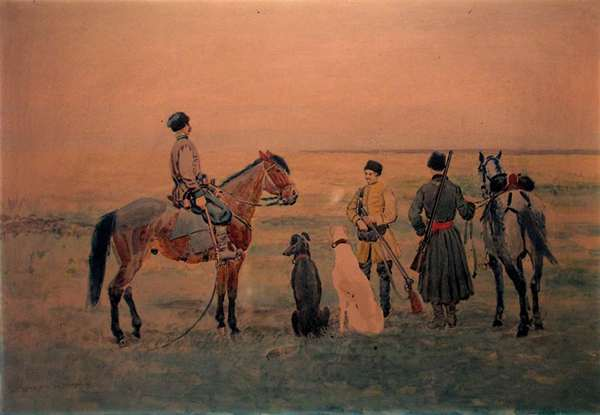
Выезд на охоту, 1920
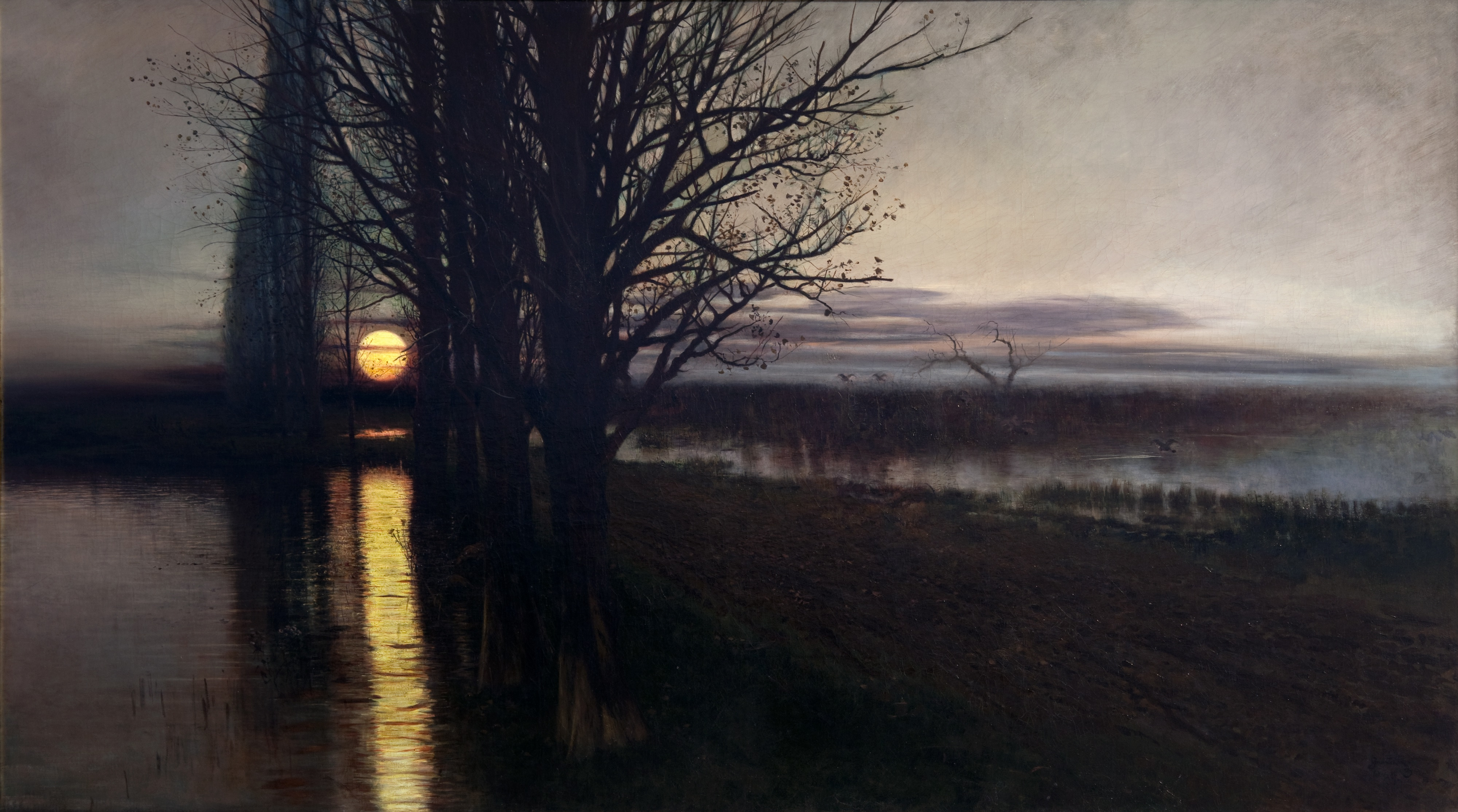
Восход луны, 1884
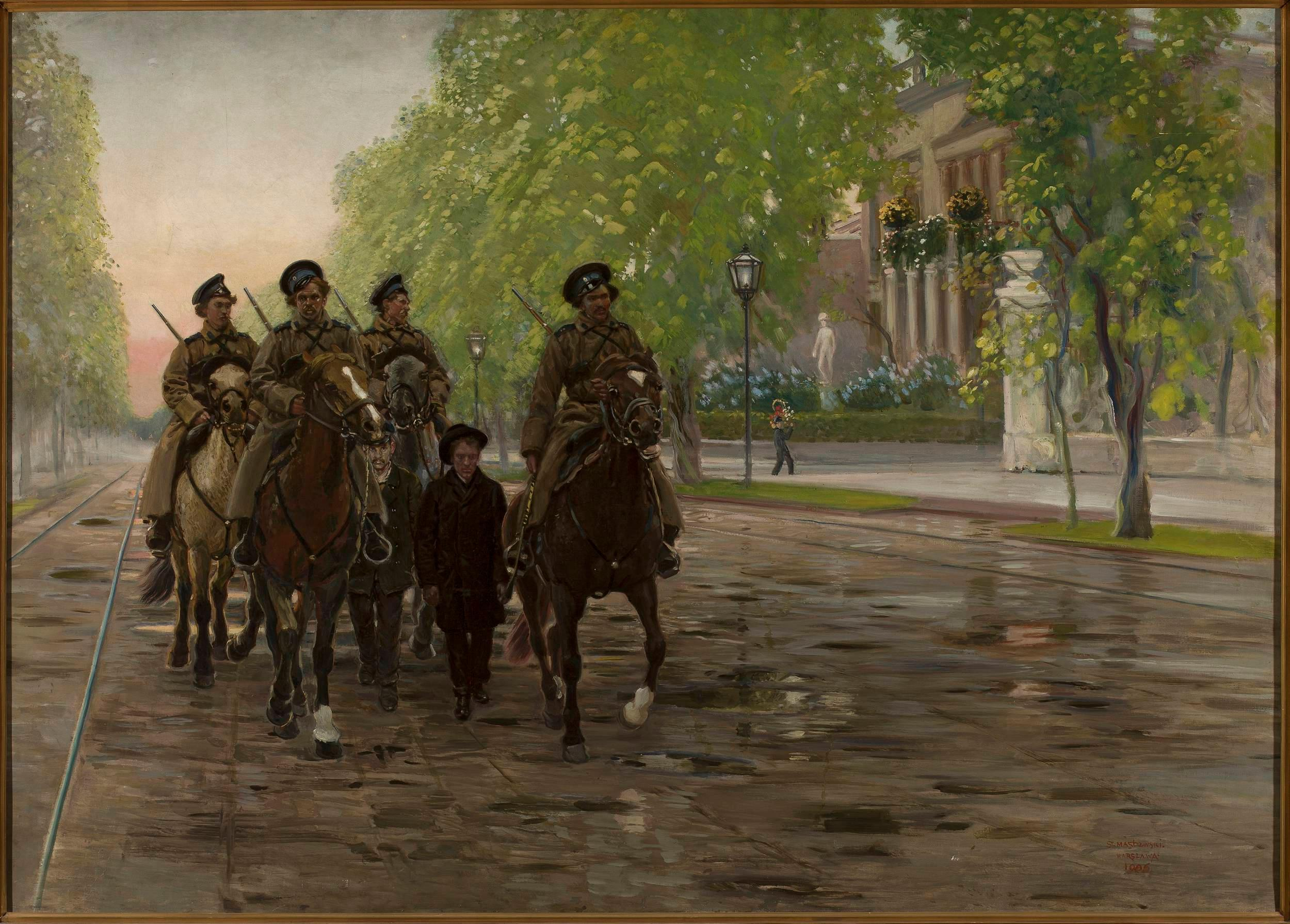
Весна 1905 года, 1906.
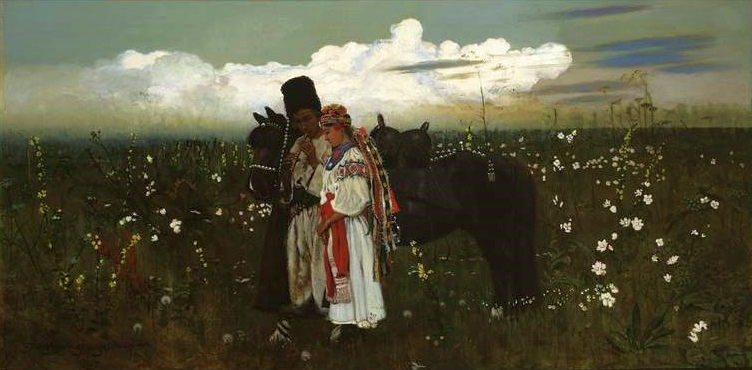
Дума Яремы, 1879
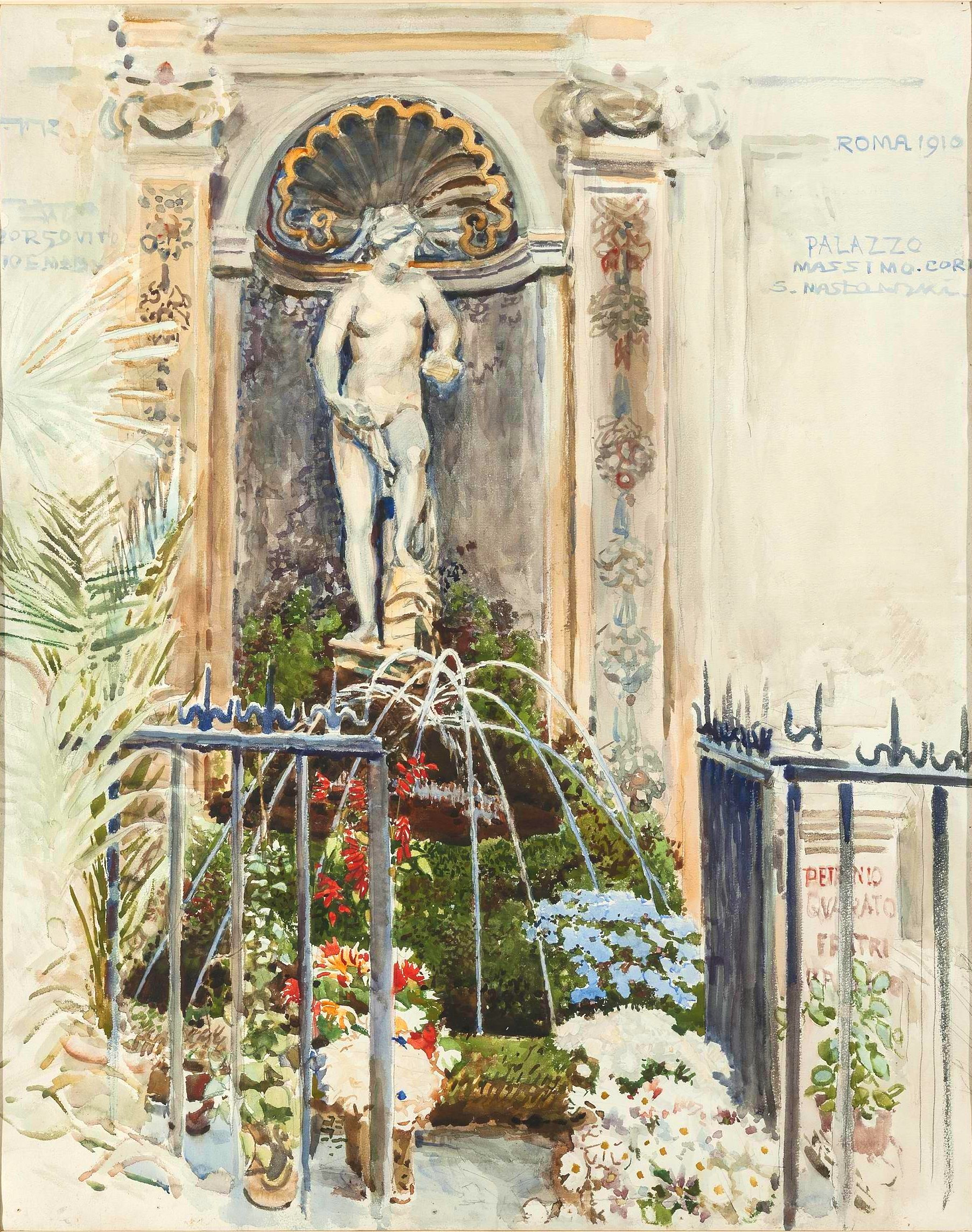
Фонтан у Палаццо Массимо в Риме. Около 1910.